# Liorhyssus hyalinus
Liorhyssus hyalinus, auch Langgeflügelte Glasflügelwanze genannt, ist eine Wanze aus der Familie der Glasflügelwanzen (Rhopalidae).

## Merkmale
Die Wanzen werden 5,9 bis 7,1 Millimeter lang. Sie haben eine gelbbraune bis rote Grundfarbe und haben Ähnlichkeit mit Vertretern der Gattungen Rhopalus und Stictopleurus. Von diesen kann man die Art aber durch die sehr langen Membranen der Hemielytren unterscheiden, die hinten deutlich über den Körper reichen. Die Oberseite des Hinterleibs ist überwiegend dunkel und auf dem Pronotum befinden sich in der Regel zwei dunkle Punkte nahe den hinteren Ecken.

## Verbreitung und Lebensraum
Die Art ist weltweit in den Tropen und Subtropen verbreitet und ist in Europa über den Mittelmeerraum auf beiden Seiten der Alpen nach West- und Mitteleuropa vorgedrungen. In Deutschland wurde sie zunehmend häufiger und kommt insbesondere im Süden, aber vereinzelt auch im Norden bis in das norddeutsche Tiefland vor. In Österreich ist sie vor allem im Osten verbreitet, man findet sie hier aber überall in den Tallagen. Die Art ist im Begriff ihre Verbreitung weiter auszudehnen. In Großbritannien war sie historisch nur als seltener Irrgast bekannt, ist jedoch seit den 1990er-Jahren häufiger und offenbar mittlerweile an einigen Orten, wie etwa an der Küste im Süden von Wales bodenständig. Besiedelt werden trockene und warme Gebiete mit starkem Bewuchs krautiger Pflanzen, wie etwa Ackerbrachen und Ruderalflächen sowie Feld- und Straßenränder. Man findet sie häufig auf sandigen Böden.

## Lebensweise
Die Tiere ernähren sich polyphag, vor allem aber von Korbblütlern (Asteraceae), wie etwa Lattichen (Lactuca), Gänsedisteln (Sonchus), Hundskamillen (Anthemis), Kratzdisteln (Cirsium) und anderen. In den Tropen und Subtropen gilt die Art als Schädling in der Landwirtschaft. In Mitteleuropa überwintern die Imagines, besitzen jedoch vermutlich keine Diapause. Dadurch können sie hier, je nach vorgefundenen Bedingungen, eine oder mehrere Generationen pro Jahr ausbilden.

## Entwicklungsstadien
Auf den folgenden Bildern sind mehrere Entwicklungsstadien von Liorhyssus hyalinus zu sehen.

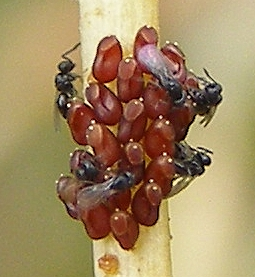
Wanzeneier, parasiert von Telenomus sp.
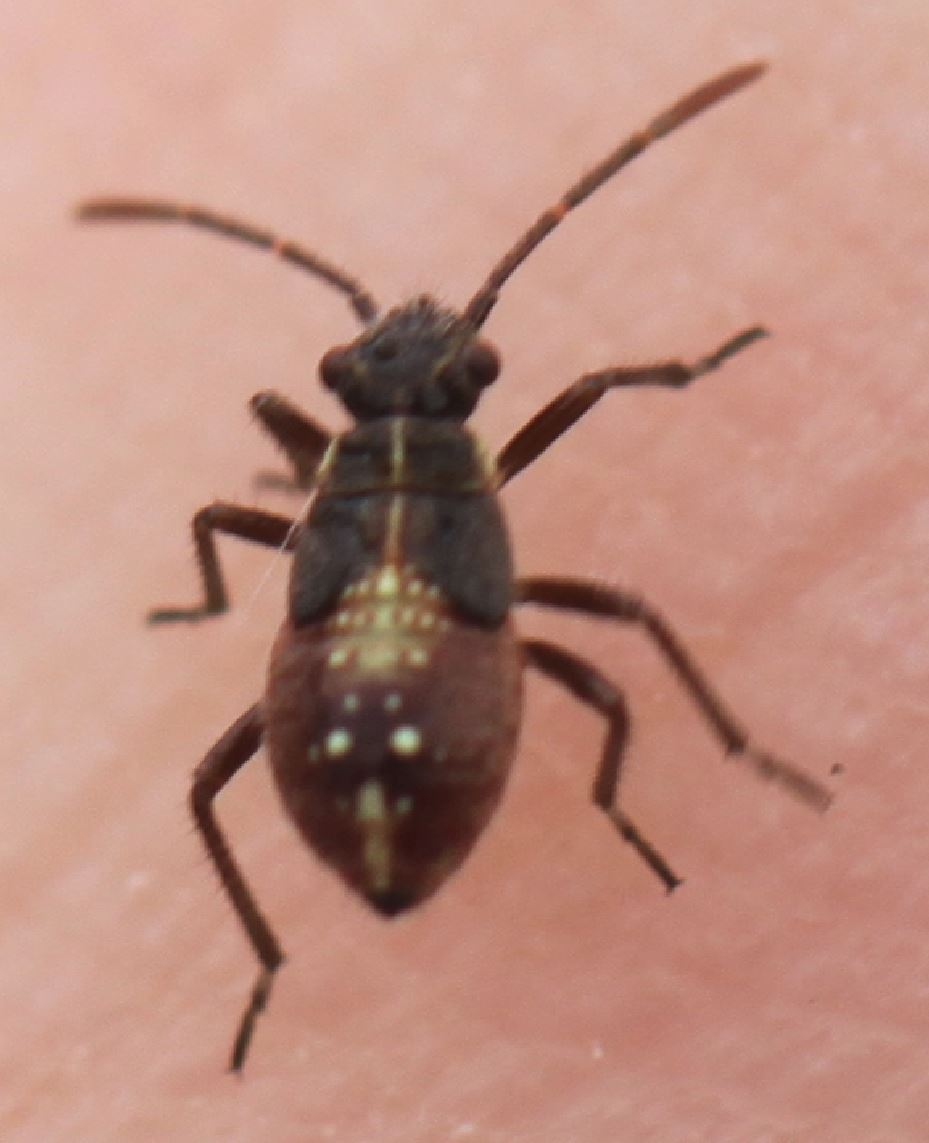
Frühes Nymphenstadium
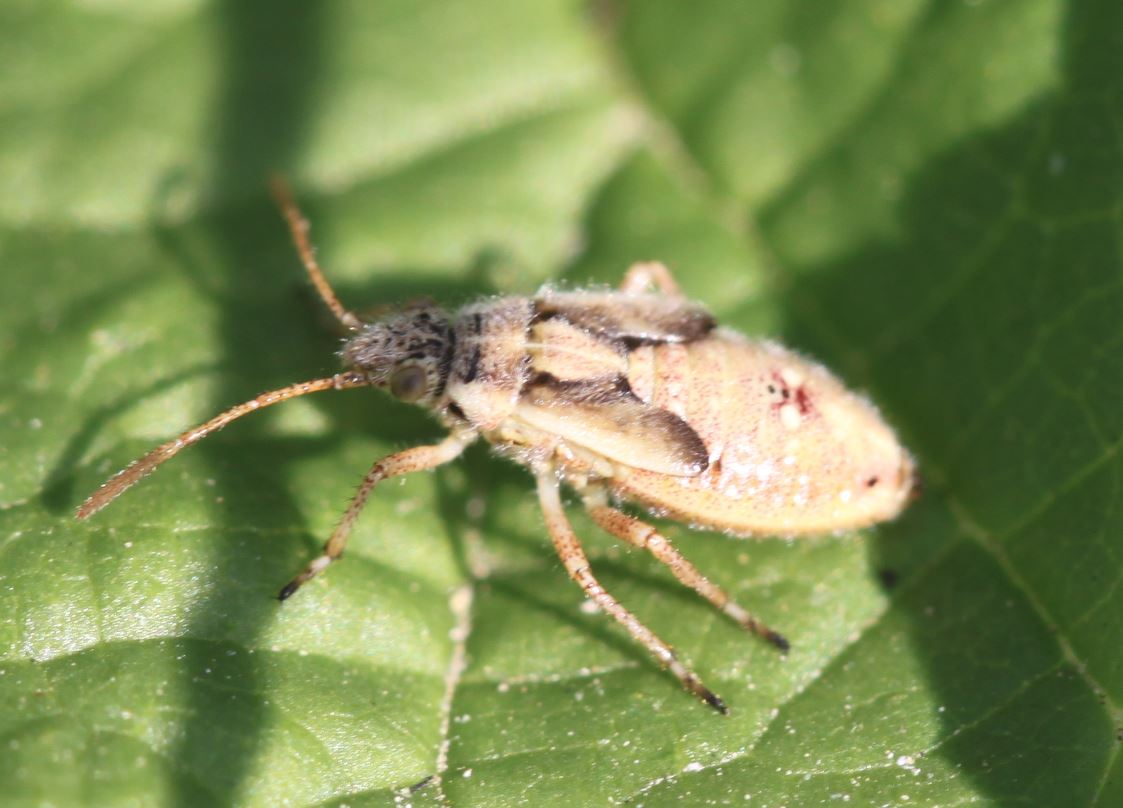
Ein mittleres Nymphenstadium
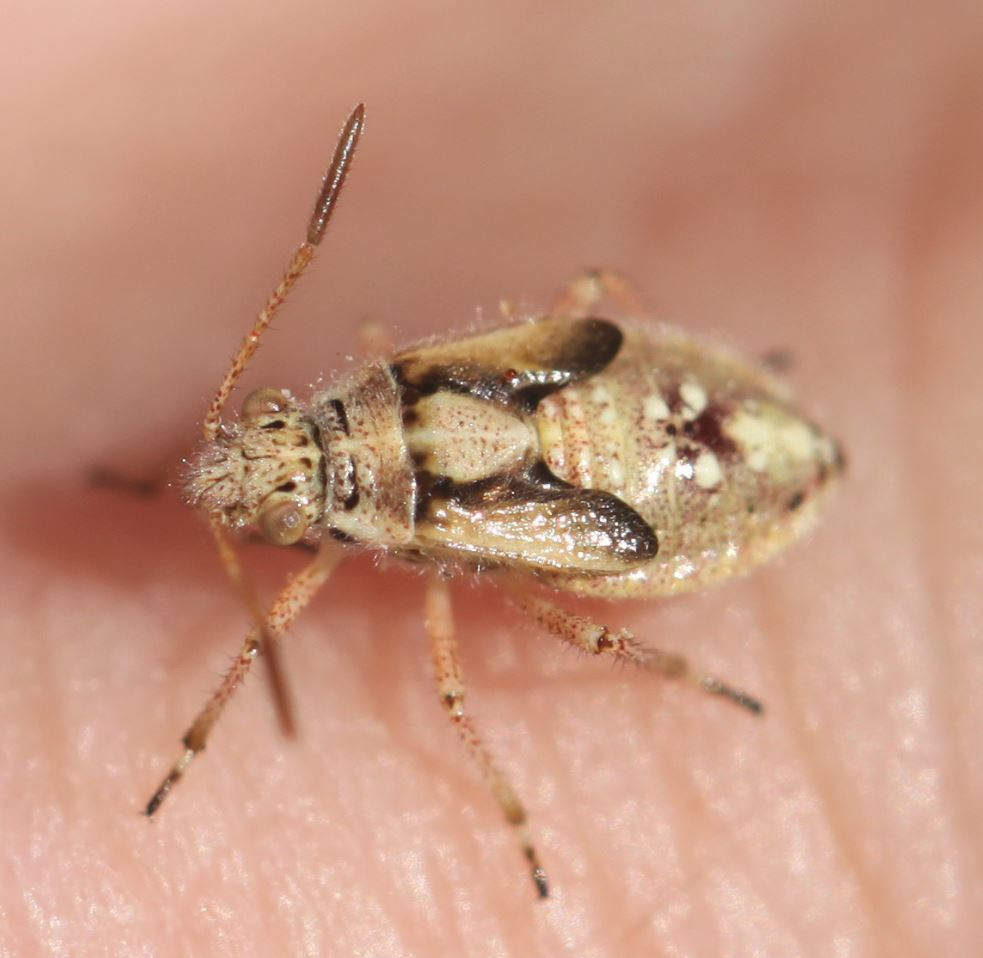
Letztes Nymphenstadium
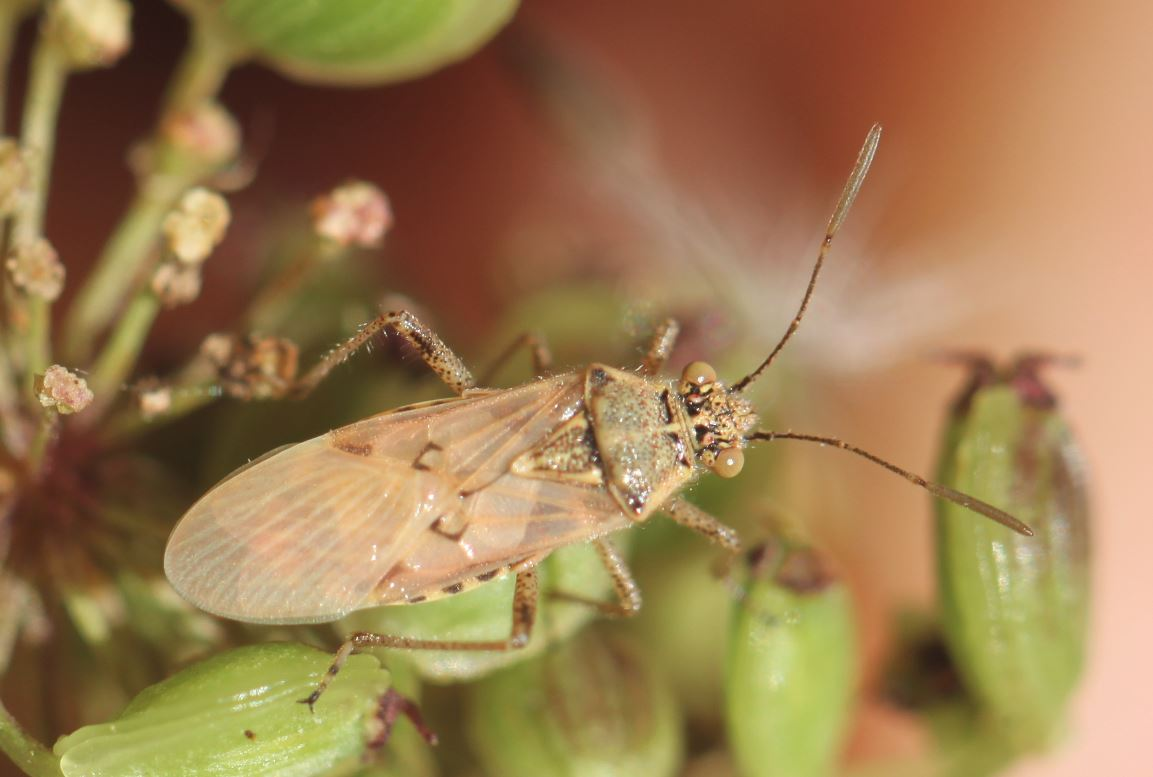
Imago kurz nach der letzten Häutung

## Belege